# Захарівка (Маріупольський район)
Заха́рівка — село Мангушської селищної громади Маріупольського району Донецької області.
Поблизу села розташований регіональний ландшафтний парк «Половецький степ».

## Загальні відомості
Село Захарівка розташоване за 148 км від обласного центра Донецька. До центру громади Мангуша відстань становить близько 28 км. Шлях частково збігається із трасою М14 та єврошляхом E58. Селом протікають річка Берда. Територія села межує із землями Бердянського району Запорізької області.

## Герб
Вгорі зображений коричневий бик на золотому тлі, внизу два колоски пшениці і серп на зеленому тлі. Хвиляста тонка балка на перетині зображає річку Берді і навіть має невеличкий водоспад. Герб оновленою та доповненою версією герба авторства О. Киричка.
Герб авторства О. Киричка затверджено 9 жовтня 1996 року. "В зеленому полі в білому щиті, супроводжуваним зверху праворуч і знизу ліворуч двома золотими колоссями, голова бика коричневого кольору."

## Населення
За даними перепису 2001 року населення села становило 660 осіб, із них 89,09 % зазначили рідною мову українську та 10,91 % — російську.

## Історія
За даними на 1859 рік у власницькому селі Олександрівського повіту Катеринославської губернії мешкало 3105 осіб (1559 чоловічої статі та 1546 — жіночої), налічувалось 425 дворових господарств, існувала православна церква.
Станом на 1886 рік у колишньому власницькому селі Темрюцької волості Маріупольського повіту Катеринославської губернії, мешкало 1341 особа, налічувалось 159 дворових господарств, існували православна церква, школа й лавка.
За переписом 1897 року кількість мешканців зросла до  осіб (? чоловічої статі та ? — жіночої), з яких ? — православної віри.
У 1908 році в селі мешкало ? осіб (? чоловічої статі та ? — жіночої), налічувалось ? дворових господарства.

## Цікавинки
Цікавинкою села є міст через Берду, зруйнований ще за часів Другої світової війни. Річ у тім, що раніше через село проходила коротка дорога з Маріуполя в Запорізьку область, насамперед через Берестове, Андріївку тощо.
Після закінчення військових дій розбомблений міст над Бердою не стали відновлювати. Натомість, щоб не їхати довгою дорогою через Карла Маркса, водії за гарної погоди долають Берду вбрід. Висота води становить 20-30 см. Якщо це весняний або післядощовий період, то з Маріуполя дорога до Берестового займе через Карла Маркса замість 60—90 кілометрів. Дорога вже не має значного транспортного значення, як колись, але для мешканців регіону становить істотну перешкоду.
Вантажівки за будь-якою погоди можуть вбрід перетнути Берду.